# Erigeron lobatus
Erigeron lobatus là một loài thực vật có hoa trong họ Cúc. Loài này được A.Nelson mô tả khoa học đầu tiên năm 1934.